# Scopula idnothogramma
Scopula idnothogramma är en fjärilsart som beskrevs av Louis Beethoven Prout 1938. Scopula idnothogramma ingår i släktet Scopula och familjen mätare. Inga underarter finns listade.